# Токмак (Кыргызстан)
Токмак (кирг. Токмок) — город областного подчинения в Чуйской области Кыргызстана.

## История
Современный Токмак был основан в начале XIX века (1825─1830) как кокандская крепость недалеко от развалин города Суяб. В 1862 году крепость была взята русскими войсками и разрушена.
В конце августа 1860 года отряд полковника Циммермана двумя колоннами двинулся на укрепление Токмак. Российская разведка докладывала, что в крепости всего 70 человек защитников, а азиаты в крепостях обычно защищаются с отчаянной храбростью. Но здесь силы были неравными.
Первый отряд Циммермана состоял из трёх сотен казаков, двух горных орудий, двух ракетных станков. На подходе был и второй отряд. Когда отряд приблизился к Токмаку, из крепости выехали люди для переговоров и просили дать два дня сроку, чтобы получить ответ от начальника — пишпекского бека.

Но им было объявлено, что если через два часа не сдадутся, то будет открыт огонь. В назначенный срок ответа из крепости не поступило, и вечером был начат артиллерийский обстрел, продолжавшийся около часа. С наступлением темноты к Циммерману явился сам Ханкула ─ комендант Токмака и объявил, что сдаётся, и просил оставить его в отряде, так как он не может возвратиться в крепость, где ему могут снять голову... Токмак был взят, а затем крепость взорвана и разрушена.В. Г. Петров. «Пишпек исчезающий. 1825─1926»
Позднее на местах бывших кокандских крепостей стали закладываться русские укрепления. В начале мая 1864 года у развалин крепости Токмак расположился прибывший из Верного отряд полковника Черняева, который 13 мая 1864 года заложил русское укрепление Токмак.
В 1867 году Токмак получил статус города и стал центром одноимённого Токмакского уезда Семиреченской области Туркестанского генерал-губернаторства. Уездный центр в 1878 году был перенесён в город Пишпек. После этого Токмак был лишён статуса города. В 1927 году Токмак снова получил статус города.
В городе дислоцируется 8-я гвардейская мотострелковая Режицкая ордена Ленина Краснознамённая ордена Суворова дивизия имени Героя Советского Союза генерал-майора И. В. Панфилова, героически проявившая себя в боях на дальних подступах к Москве в Волоколамском районе осенью 1941 года.
С 1994 года по 2003 год г. Токмак носил название — Чуй-Токмок.
В июле 2014 года Токмак стал городом-побратимом российского Волоколамска.

## География
Расположен на севере Кыргызстана в Чуйской долине, на левом берегу реки Чу, по которой в районе города проходит граница Кыргызстана и Казахстана. К северу и югу от Токмака простираются отроги Тянь-Шаня: к югу — Киргизский хребет, к северу — Заилийский Алатау.
Сочетание рельефа Чуйской долины, имеющей в восточной части значительный уклон в сторону Токмака и близлежащих районов, а также результат неустойчивого, бродячего русла многоводной реки Чу грозило городу постоянными наводнениями.
Так, зимой 1878 года ледяной затор на реке образовал выше города естественную плотину. Разлившаяся вода затопила город, разрушив множество строений. Именно наводнения послужили основной причиной переезда в 1878 году уездного центра из Токмака в Пишпек.
Примерно в 1909—1914 годах в 12-16 км от города на реке Чу была сооружена специальная дамба (длиною 1200 метров и в восточной части — 800 метров) для предотвращения наводнений.

## Климат
Климат Токмака — в среднем 180 дней в году без осадков с обилием солнечного света. По данным городской метеорологической станции за 1945 год, максимальная температура воздуха — 37°С (июль), минимальная — −26°С (январь), среднегодовая — 8,7°С.

## Население
По данным переписи населения Кыргызстана 2009 года:
- киргизы — 24 911 человек или 46,8 %,
- русские — 10 913 человек или 20,5 %,
- дунгане — 8790 человек или 16,5 %,
- узбеки — 4556 человек или 8,6 %,

Также проживают татары, уйгуры, таджики, чеченцы, казахи, немцы, украинцы.

## Религия
В городе есть несколько мечетей. Русская православная церковь (Московский патриархат) имеет один храм во имя святого Георгия Победоносца. Действуют множество общин протестантского толка.  

## Транспорт
В городе работают автовокзал и железнодорожный вокзал. До 1994 года действовало 13 внутригородских, 9 — пригородных и 2 междугородних автобусных маршрутов. Некоторые маршруты дублировали РАФики и ТАРЗики; действовало 4 железнодорожных направления в пределах Чуйской и Иссык-Кульской областей, некоторые сообщением по 3 раза в день.
Сейчас существует разветвлённая сеть маршрутных такси, в основном ставшая преемницей автобусных маршрутов, несколько её расширив внутри города и за его пределами. Железнодорожный пассажирский транспорт представлен одним направлением до Бишкека ─ 1 раз в день, и проходящими поездами до Балыкчы.

## Города-побратимы
- Волоколамск, Россия[4]
- Можайск, Россия.
- Рокфорд, США.

## Образование

### Среднее
- В объединённый отдел образования ─ в результате слияния Чуйского районного и Токмакского городского (ЧТОО) ─ входит 45 школ (27 535 учащихся).
- Христианская частная школа «Ак Бата».

### Средне-специальное и средне-техническое
- Республиканский колледж культуры (РКК)
- Токмокский медицинский колледж (ТМК)
- Токмокский индустриально-педагогический колледж (ТИПК)
- Сельско-хозяйственный колледж им. Скрябина
- Гуманитарно-технический колледж при Международном университете в Центральной Азии (ГТК при МУЦА)
- Лицеи № 11, 23

### Высшее
- Токмакский Технический Институт Кыргызского Государственного Технического Университета[5] (ТТИ КГТУ) был открыт в 1991 году как вечерний общетехнический факультет Фрунзенского Политехнического Института. В 1999 году был преобразован в Токмакский Технический Институт (ТТИ) в составе Кыргызского Государственного Технического Университета (КГТУ) им. И. Раззакова — одного из крупнейших технических ВУЗов Кыргызстана.
- Международный Университет в Центральной Азии (МУЦА). Был основан в 2008 г.[6]